# Oskar Schedin
Oskar Emil Schedin, född 13 oktober 1873 i Göteborg, död 11 maj 1941 i Stockholm, var en svensk bokhandlare.
Oskar Schedin var son till fabrikören Carl Schedin och bror till Albert Schedin. Tillsammans med brodern övertog han 1896 Ph. Lindstedts universitetsbokhandel i Lund, där han verkade till 1919, från 1910 som verkställande direktör i det nybildade aktiebolaget. Efter att 1920–1925 ha ägnat sig åt industriell verksamhet inträdde han 1925 som verkställande direktör i Seelig & co., vars viktiga och komplicerade distribution till hela den svenska bokhandeln han ledde fram till sin död. Han var även livligt verksam i olika branschorganisationer. Schedin är begravd på Norra kyrkogården i Lund.